# Luce zodiacale

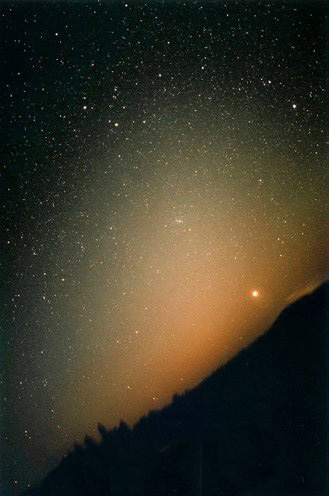
Immagine fotografica del fenomeno della luce zodiacale

In astronomia, la luce zodiacale è una debole luminosità che appare lungo l'eclittica, in particolare nelle vicinanze del Sole. Il periodo migliore per osservarla è la primavera, dopo che le luci del tramonto sono completamente scomparse, mentre d'autunno subito prima dell'alba. È così debole da essere completamente invisibile se la Luna è presente in cielo o se si proietta sulla Via Lattea. La luce zodiacale decresce di intensità allontanandosi dal Sole, ma in notti molto buie è stato osservato un cerchio completo attorno all'eclittica. Dato che tale fenomeno luminoso è delimitato ai dintorni dell'eclittica, può essere sempre osservato entro la regione zodiacale ed è per questo che viene denominato "luce zodiacale".
In realtà, la luce zodiacale copre l'intero cielo, ed è responsabile per il 60% della luminosità totale del cielo in una notte senza Luna.
Nella zona direttamente opposta al Sole si trova a volte una regione un poco più luminosa del resto, chiamata col termine tedesco Gegenschein (traducibile come "bagliore opposto" o "bagliore riflesso").
La luce zodiacale è la riflessione della luce solare da parte delle particelle di polvere presenti nei piani orbitali del sistema solare. L'ammontare di polvere necessaria è sorprendentemente basso: se si trattasse di particelle grandi 1 millimetro si troverebbero a 8 chilometri di distanza l'una dall'altra, supponendo che esse abbiano un'albedo (potere riflettente) pari a quello della superficie lunare, che è molto scura. Questo materiale è concentrato in un volume a forma di lente, centrato sul Sole, e che si estende ben al di là dell'orbita terrestre.
Il Gegenschein è causato dalla riflessione della luce solare verso la Terra da parte delle polveri che permeano il piano del sistema solare (in modo similare alla riflessione della luce solare da parte della Luna quando si trova in opposizione rispetto al Sole).
Storicamente l'astronomo italo-francese Giovanni Domenico Cassini fu uno dei primi studiosi ad osservarla in epoca moderna nel 1668, chiamandola "spina celeste meteora". Inizialmente, non seppe spiegare l'origine di questo fenomeno, eventualmente attribuibile ad una nuova cometa. Secondo alcune fonti, alcuni anni dopo giunse ad una spiegazione simile a quella accettata attualmente.